# Бронделло
Бронделло (итал. Brondello) — коммуна в Италии, располагается в регионе Пьемонт, в провинции Кунео.
Население составляет 324 человека (2008 г.), плотность населения составляет 36 чел./км². Занимает площадь 9 км². Почтовый индекс — 12030. Телефонный код — 0175.
В коммуне  15 августа особо празднуется Успение Пресвятой Богородицы.

## Демография
Динамика населения:

## Администрация коммуны
- Официальный сайт: